# Festes del Rei en Jaume
Les festes del Rei en Jaume a Calvià commemoren el desembarcament, amb una certa teatralització de les batalles produïdes a les costes de Santa Ponça.

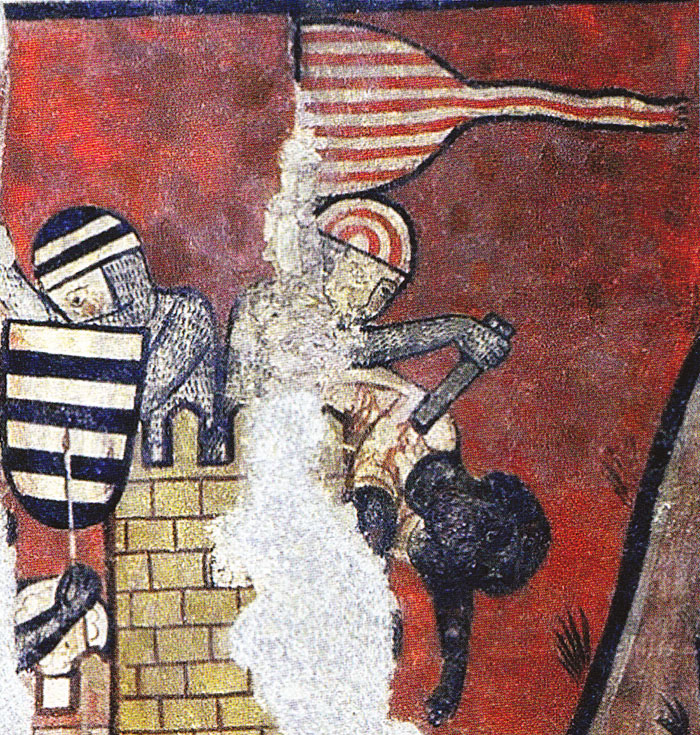
Assalt a Medina Mayurqa 1229

Aquesta commemoració es començà a celebrar l'any 1929, coincidint amb el 700 aniversari de la conquesta de Mallorca. Des de llavors, la celebració s'ha commemorat irregularment: els anys 70 se celebrava amb regularitat l'arribada de les tropes catalanes baix el comandament del Rei en Jaume I, el 9 de setembre de 1229, amb ofrenes a la Creu de Santa Ponça i astes com els premis de pintura i poesia de Calvià. I concretament, des de l'any 1993 se celebra ininterrompudament: celebrant actes institucionals commemoratius i representacions dels batalles que van tenir lloc quan el rei Jaume I va arribar a Santa Ponça.
En aquests darrers anys, ha agafat força la representació de les batalles dutes a terme a Santa Ponça.

## Descripció de les batalles

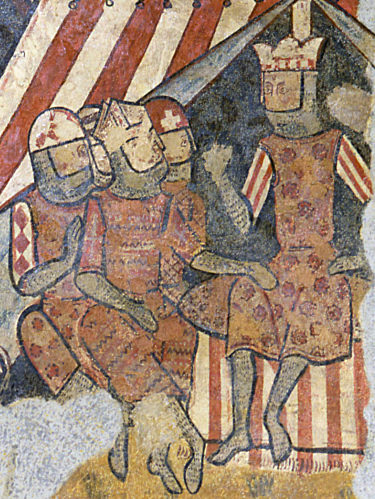
El Rei en Jaume amb els magnats, a les portes de Mayūrqa, segle XIII

Les batalles que es duen a terme són: la primera a un està situada la creu que simbolitza l'arribada de les tropes de Jaume I. La segona batalla es duu a terme a l'anomenada Caló d'en Pellicer, i la tercera es fa ven al mig de la Platja Gran de Santa Ponça, i és en aquesta batalla on es representa la derrota del rei sarraí, Abū Yahyà Muhammad ibn 'Alī ibn Abī 'Imrān al-Tinmalālī, i en conseqüència la victòria del rei en Jaume.
A més de les batalles les festes del rei en Jaume, tenen altres actes molt vinculats a la festa en si i precedents de les batalles.
Els actes comencen amb la lectura del pregó de les festes. Aquest acte es fa a la creu, i també s'hi dipositen flors en commemoració de la batalla per part de les autoritats de les illes.
L'endemà, es fa un acte on els estendards de cada colla, són donats al caps de colla. Cada colla té el seu estendard, tots ells estrets de mural trobats a llibres i museus que commemoren la batalla. Tot i que amb els anys s'han anat incorporant colles que han creat elles mateixes el seu la seva vestimenta seguint les seves pròpies idees o directrius, no ha passat el mateix amb els estendards que sí que han seguit sent fidels a la tradició.
També aquest mateix dia, es fa una sembra de tendes, a la pinada de la platja de Santa Ponça. És a dir, es munta un campament sarraí, on hi ha representades totes les colles de sarraïns i cristians. Aquest mateix dia es fa un sopar de germanor entre els sarraïns i una desfilada d'aquests, per tal de fer notar la seva presència, com si encara fos terra de sarraïns per un dia.
L'endemà es duu a terme les batalles que succeïren a la victòria del Rei en Jaume sobre les tropes sarraïnes d'Abū Yahyà Muhammad ibn 'Alī ibn Abī 'Imrān al-Tinmalālī, més conegut com a Abū Yahyà, amb el crit del rei en Jaume que encoratja als seus cavallers a la lluita.
La primera batalla es duu a terme a la Creu de Santa Ponça, on es produeix el desembarcament de les tropes del rei en Jaume. Apareixen a la Creu mitjançant dues barques tots els cristians. Mentre que els sarraïns esperen pacientment a la Creu e Santa Ponça que arribin i comenci la primera batalla.
La segona batalla es produeix a la coneguda Caló d'en Pellicer, a prop de la Creu, i des d'allà parteixen cap a la platja grossa de Santa Ponça. Als primers anys de la festa, a la platja grossa es feien dues batalles: una a la pinada i l'altre al mig de la platja, però en els darrers anys només es fa una batalla, la darrera al mig de la platja. Però, cal dir que s'ha incorporat l'anomenat ball de l'escamot. On sarraïns i cristians fan un ball de bastons, anomenat ball de l'Escamot, creat per Antònia Rubio i musicat per Pep Toni Rubio tots dos components i/o col·laboradors amb l'escola de Música de Calvià.
A més, amb el temps, s'ha incorporat a la festa els Cavallers, que dansen el dia abans de la batalla i durant tot el recorregut de la colcada.
A la darrera batalla els dos bàndols se situen on enfront de l'altre, el rei sarraí i cristià fan un petit encontre a cavall al mig dels dos bàndols i com no hi ha rendició per part del rei Sarraí, es donà l'ordre d'atac on cristians i sarraïns comencen el que serà la darrera batalla de la festa i d'on sortirà victoriós el rei en Jaume. Durant els quatre primers anys el rei sarraí era llençat a l'aigua pels cristians com a senyal de victòria.
Un pic finalitzada la batalla, al campament de Sarraïns i Cristians es fan sopars de germanors entre les colles participants.